# Lesvi
Lesvi (łac. Diocesis Lesvitanus) – stolica historycznej diecezji w Cesarstwie rzymskim, w prowincji Mauretania Sitifense, zlikwidowana w VII w. podczas ekspansji islamskiej, współcześnie w północnej Algierii. Obecnie katolickie biskupstwo tytularne.

## Biskupi
| Lp. | Biskup                        | Funkcja                                                                      | Od               | Do                   |
| --- | ----------------------------- | ---------------------------------------------------------------------------- | ---------------- | -------------------- |
| 1   | Auguste-Jean-Gabriel Maurice  | wikariusz apostolski Centralnego Shaanxi (Chiny)                             | 1 sierpnia 1908  | 27 lipca 1925        |
| 2   | Simon Zhu Kai-min             | wikariusz apostolski Haimen (Chiny)                                          | 2 sierpnia 1926  | 11 kwietnia 1946     |
| 3   | Timothy Manning               | biskup pomocniczy Los Angeles (USA)                                          | 3 sierpnia 1946  | 16 października 1967 |
| 4   | José Tomás Sánchez            | biskup pomocniczy Caceres (Filipiny)                                         | 5 lutego 1968    | 13 grudnia 1971      |
| 5   | Leopoldo Tumulak              | biskup pomocniczy Cebu (Filipiny)                                            | 12 stycznia 1987 | 28 listopada 1992    |
| 6   | Juan María Leonardi Villasmil | biskup pomocniczy Meridy (Wenezuela)                                         | 27 stycznia 1994 | 12 lipca 1997        |
| 7   | Antoni Dziemianko             | biskup pomocniczy grodzieński biskup pomocniczy mińsko-mohylewski (Białoruś) | 4 lipca 1998     | 3 maja 2012          |
| 8   | Bohdan Manyszyn               | eparcha pomocniczy stryjski (Ukraina)                                        | 2 kwietnia 2014  |                      |